# みどりの

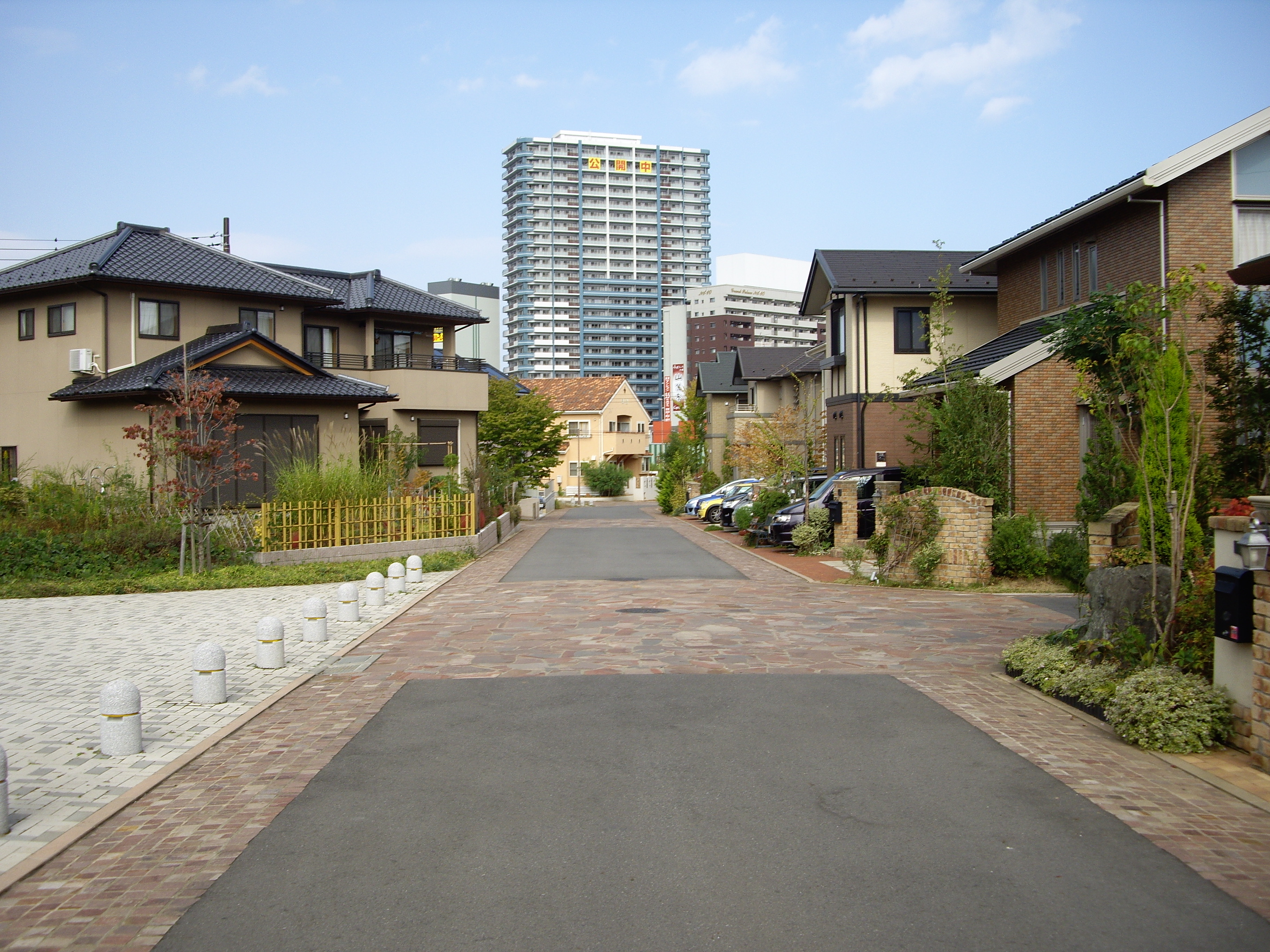
みどりの(2)

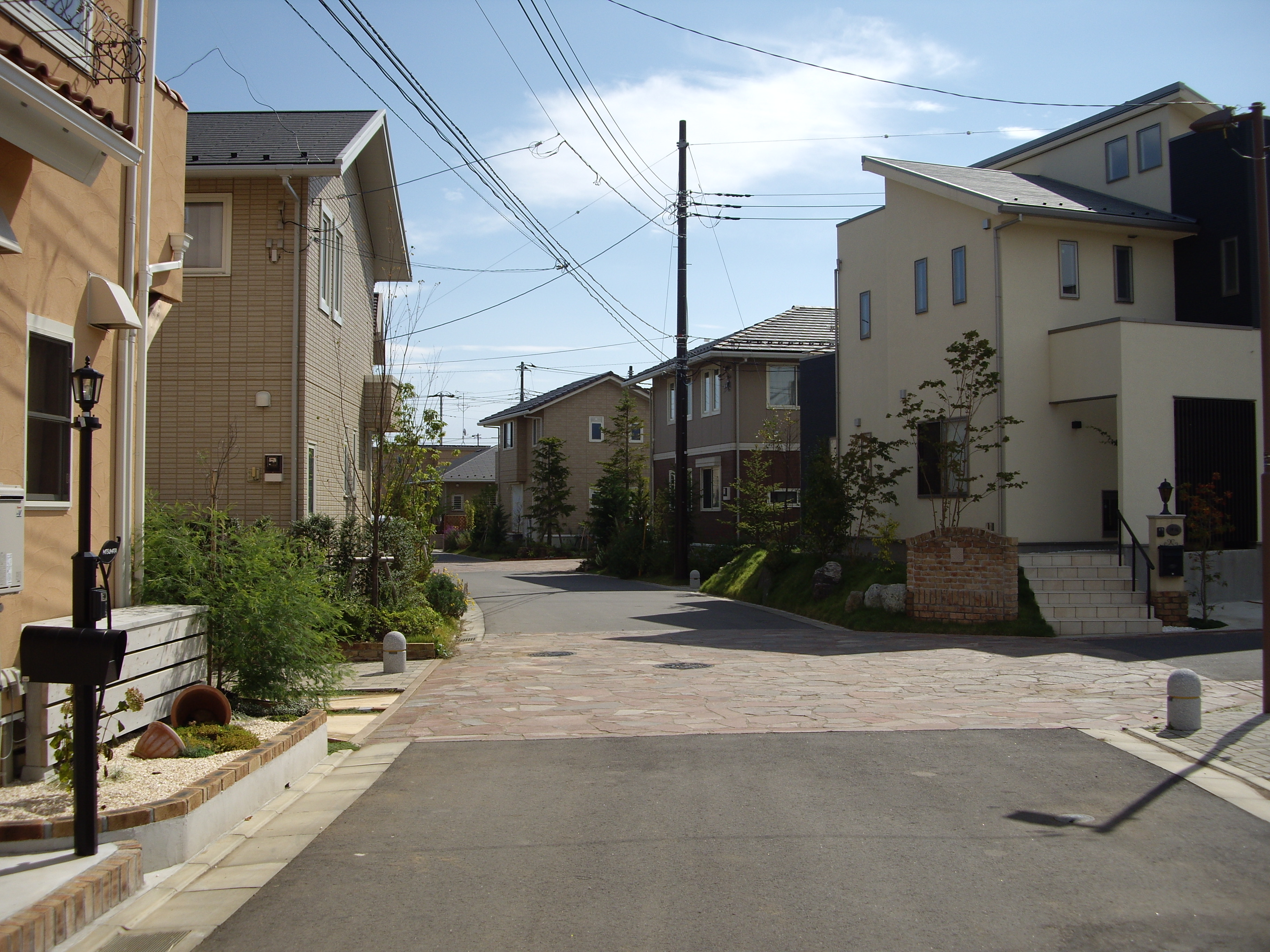
みどりの(3)

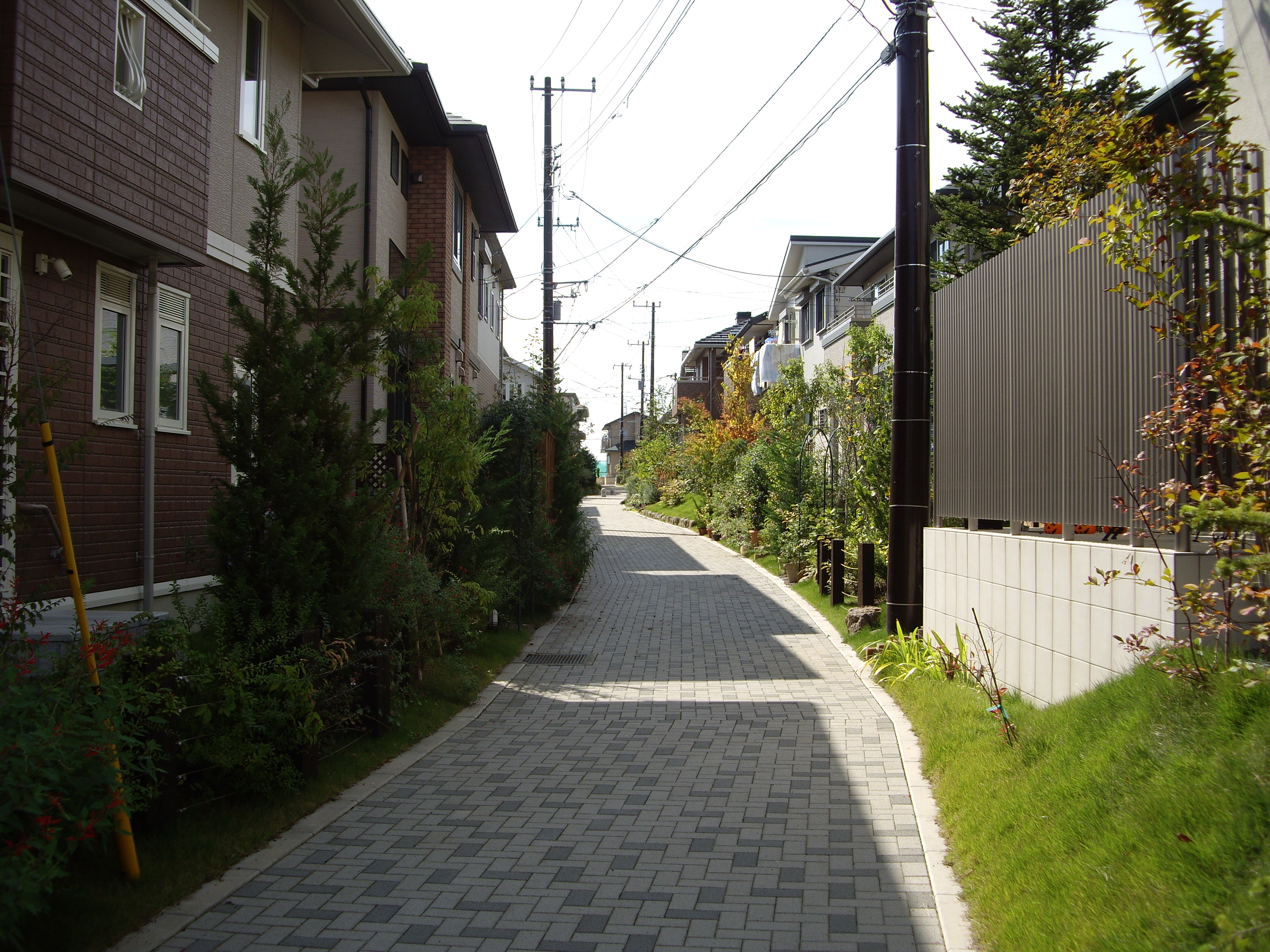
遊歩道

みどりのは、茨城県つくば市にある町名。現行行政地名はみどりの一丁目および二丁目。また、みどりの中央・みどりの東・みどりの南などもある。郵便番号は305-0881。

## 概要
つくば市の南西部に位置する。首都圏新都市鉄道つくばエクスプレスみどりの駅の西側にあたり、同地区で最も開発が進んでいる地域である。庭園邸宅街｢ジェントルヒルみどりの｣の分譲を初めとして、銀行、スーパー、カフェが出店、住宅街や高層マンションが建設されるなど、開発が進んでいる。

## 沿革
- 2016年5月21日 - みどりの一丁目および二丁目が成立。

## 地名の由来
つくばエクスプレスの駅名｢みどりの｣より。

## 世帯数と人口
2017年（平成29年）8月1日現在の世帯数と人口は以下の通りである。
| 丁目          | 世帯数    | 人口    |
| ------------- | --------- | ------- |
| みどりの1丁目 | 1,170世帯 | 2,463人 |
| みどりの2丁目 | 588世帯   | 1,115人 |
| 計            | 1,758世帯 | 3,578人 |

## 施設
- 筑波銀行みどりの支店
- KASUMIみどりの駅前店
- KASUM]ライフガーデンみどりの店
- ウエルシアつくばみどりの店
- カワチ薬局ライフガーデンみどりの店
- デニーズライフガーデンみどりの店
- ダイソーライフガーデンみどりの店
- 西松屋ライフガーデンみどりの店
- 茨進みどりの駅前校
- みどりの学園義務教育学校
- お菓子工房アリスベル(Arisbell)
- 清六家つくばみどりの店
- 芋スイーツ専門店 高級芋菓子 しみず
- みどりの駅 (つくばエクスプレス)